# Journal of Applied Mathematics and Physics
Le Journal of Applied Mathematics and Physics ou Zeitschrift für Angewandte Mathematik und Physik (ZAMP ou Z. Angew. Math. Phys.) est une revue scientifique bimensuelle internationale à comité de lecture publiée par Birkhäuser Verlag. Elle a été fondée en 1950.
Elle couvre tous les domaines relatifs à la mécanique, la mécanique des fluides et les mathématiques appliquées. Publiée en anglais, son facteur d'impact en 2017 est 1.687 selon le Journal Citation Reports.

## Liens
- (en) « Site du journal papier »
- (en) « Site du journal en ligne »